# Nisaetus
Nisaetus es un género de aves accipitriforme de la familia Accipitridae. Son águilas nativas de las zonas tropicales de Asia.
Las especies que forman parte del género fueron anteriormente colocados en el género Spizaetus, pero estudios moleculares muestran que los representantes del Viejo Mundo estaban más cerca del género Ictinaetus que de Spizaetus del Nuevo Mundo (en sentido estricto). Son aves de presa delgadas, de tamaño mediano, con alas redondeadas, piernas largas con plumas, crestas, y generalmente bien adaptadas a hábitats forestales.

## Especies
| Especie               | Nombre común           | Descriptor                 |
| --------------------- | ---------------------- | -------------------------- |
| Nisaetus alboniger    | águila azor indonesia  | Blyth, 1845                |
| Nisaetus bartelsi     | águila azor de Java    | Stresemann, 1924           |
| Nisaetus cirrhatus    | águila azor variable   | Gmelin, 1788               |
| Nisaetus floris       | águila azor de Flores  | E. Hartert, 1898           |
| Nisaetus lanceolatus  | águila azor de Célebes | Temminck & Schlegel, 1844  |
| Nisaetus nanus        | águila azor de Wallace | Wallace, 1868              |
| Nisaetus nipalensis   | águila azor montañesa  | Hodgson, 1836              |
| Nisaetus philippensis | águila azor filipina   | Gould, 1863                |
| Nisaetus kelaarti     | águila azor de Ceilán  | Legge, 1878                |
| Nisaetus pinskeri     | águila azor de Pinsker | Preleuthner & Gamauf, 1998 |